# Chrtí dostihy

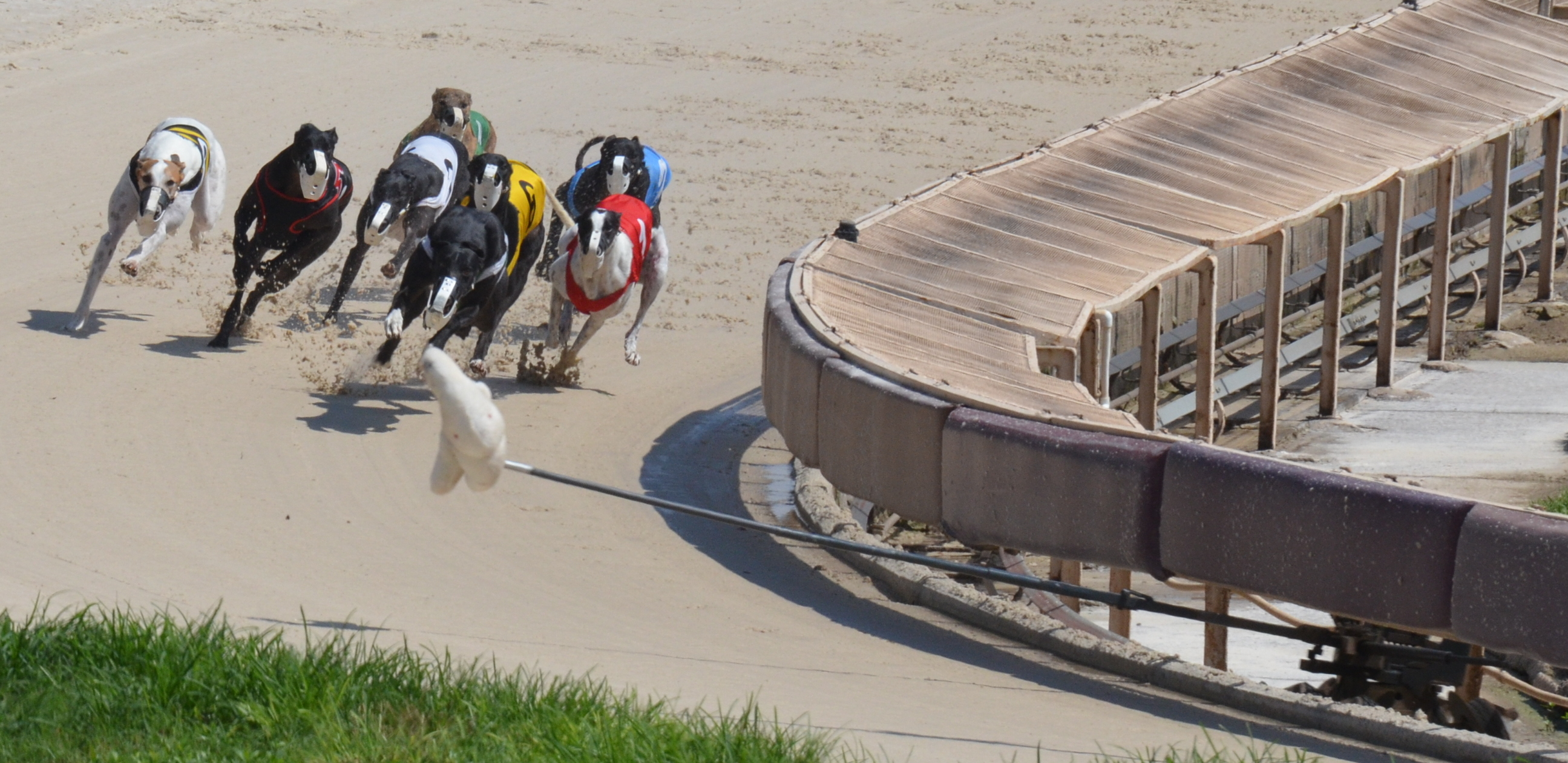
Chrtí dostih ve floridském Saint Petersburgu

Chrtí dostihy jsou psí běžecké závody určené pro plemena chrtů ze skupiny tzv. anglických dostihových plemen. Jde o rychlostní závody, kdy psi rychle běží za nějakou umělou mechanickou návnadou, která je před nimi tažena. Velkou tradici mají tyto specializované zvířecí závody zejména v anglosaských zemích, nicméně tyto závody se pravidelně běhají asi ve 20 zemích. V českých zemích tato chovatelská zábava nemá příliš velkou tradici, první závody se zde začaly pravidelně konat až po druhé světové válce.
Při závodech se využívá velkých rychlostních dispozic, které tato psí plemena mají, neboť právě tato lovecká plemena psů byla vyšlechtěna k tomu, aby byla schopna co nejrychleji dohonit unikající kořist.

## Situace v Česku

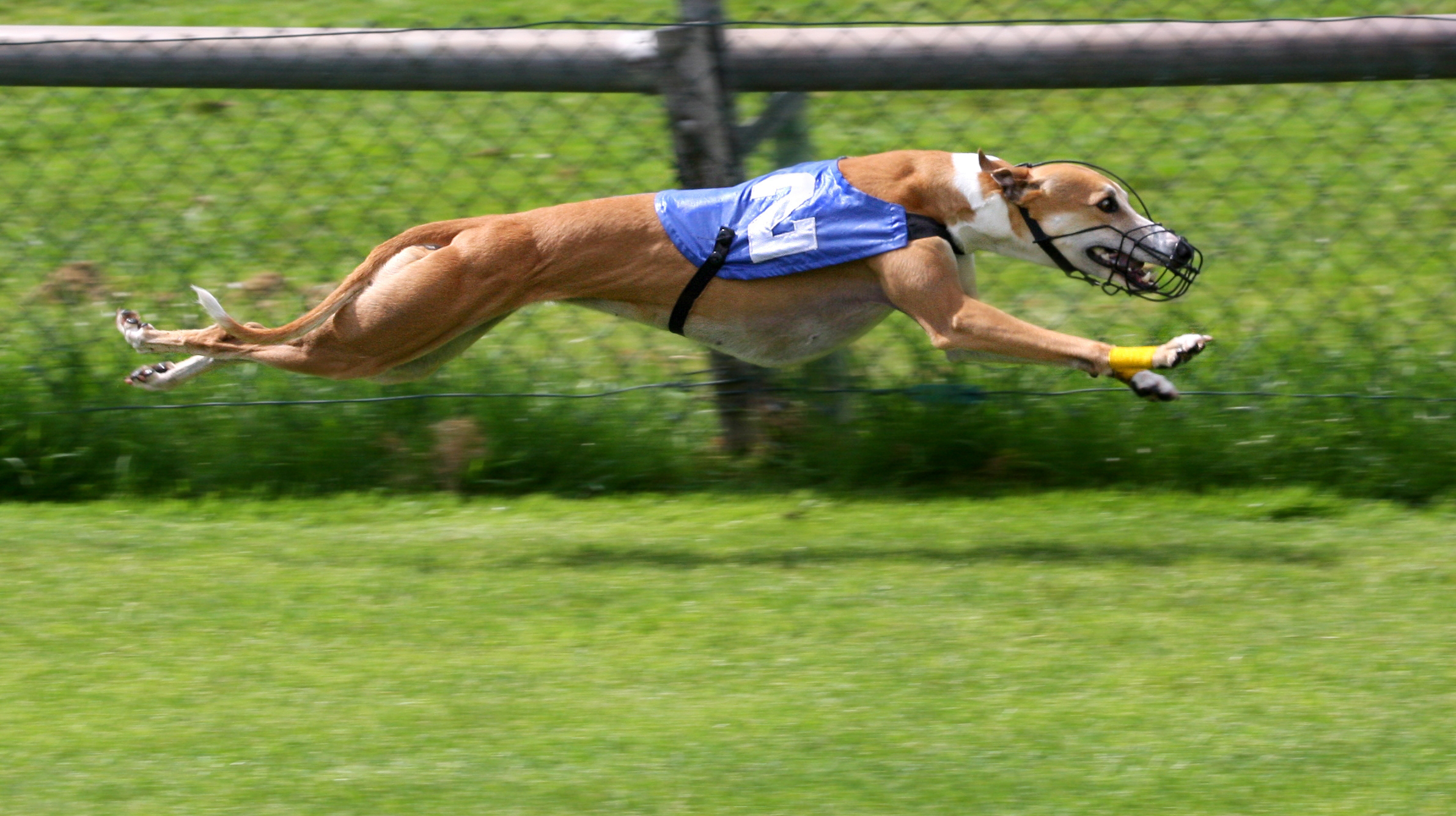
závodní chrt

Dostihy chrtů v České republice jsou provozovány jako hobby.
Chrti zůstávají i po skončení dostihového období v rodinách majitelů. Jsou považováni za členy rodiny stejně, jako např. psi, kteří pro své stáří skončí s tažením sněžných saní, pulky, či jinou sportovní aktivitou z repertoáru agility.
Má-li rodina v rozpočtu pouze na jednoho chrta – majitel po skončení závodního období se závody chrta končí.
Má-li rodinná „kapsa“ na víc, pořizuje si majitel více chrtů – každý dle svých možností.
Chrty má většinou každý majitel doma, většinou je i sám trénuje. Některým majitelům vypomáhají příbuzní, sousedé, známí, apod.
V České republice působí několik chovatelských / dostihových klubů začleněných do ČMKU / FCI. (Českomoravská kynologická unie / Fédération Cynoloque Internationale), které se věnují kromě chovu i dostihům chrtů všech plemen.
Nejvíce chrtů greyhoundů v jednom závodu je možno vidět na akcích České greyhound dostihové federace.
Česká greyhound dostihová federace (ČGDF) není členem ani FCI, ani Continental Greyhound Racing Confederation (CGRC)
Dostihová organizace Česká greyhound dostihová federace (CGDF nebo anglicky Czech Greyhound Racing Federation – CGRF) vznikla v roce 2003 a je přímým členem World Greyhound Racing Federation (WGRF).
Na českém území je Česká greyhound dostihová federace (CGDF) určitou raritou, neboť není začleněna do kynologické organizace FCI, v Česku představovanou národní ČMKU (Českomoravská kynologická unie), ani jiné národní organizace začleněné v FCI. (např. CKJ, apod.)
ČGDF – Česká greyhound dostihová federace je nevýdělečné zájmové sdružení majitelů greyhoundů, jde o společenství klubového typu.
ČGDF – Česká greyhound dostihová federace sdružuje majitele greyhoundů, je dostihovým spolkem, není chovatelským klubem.

### Dráhy v Česku

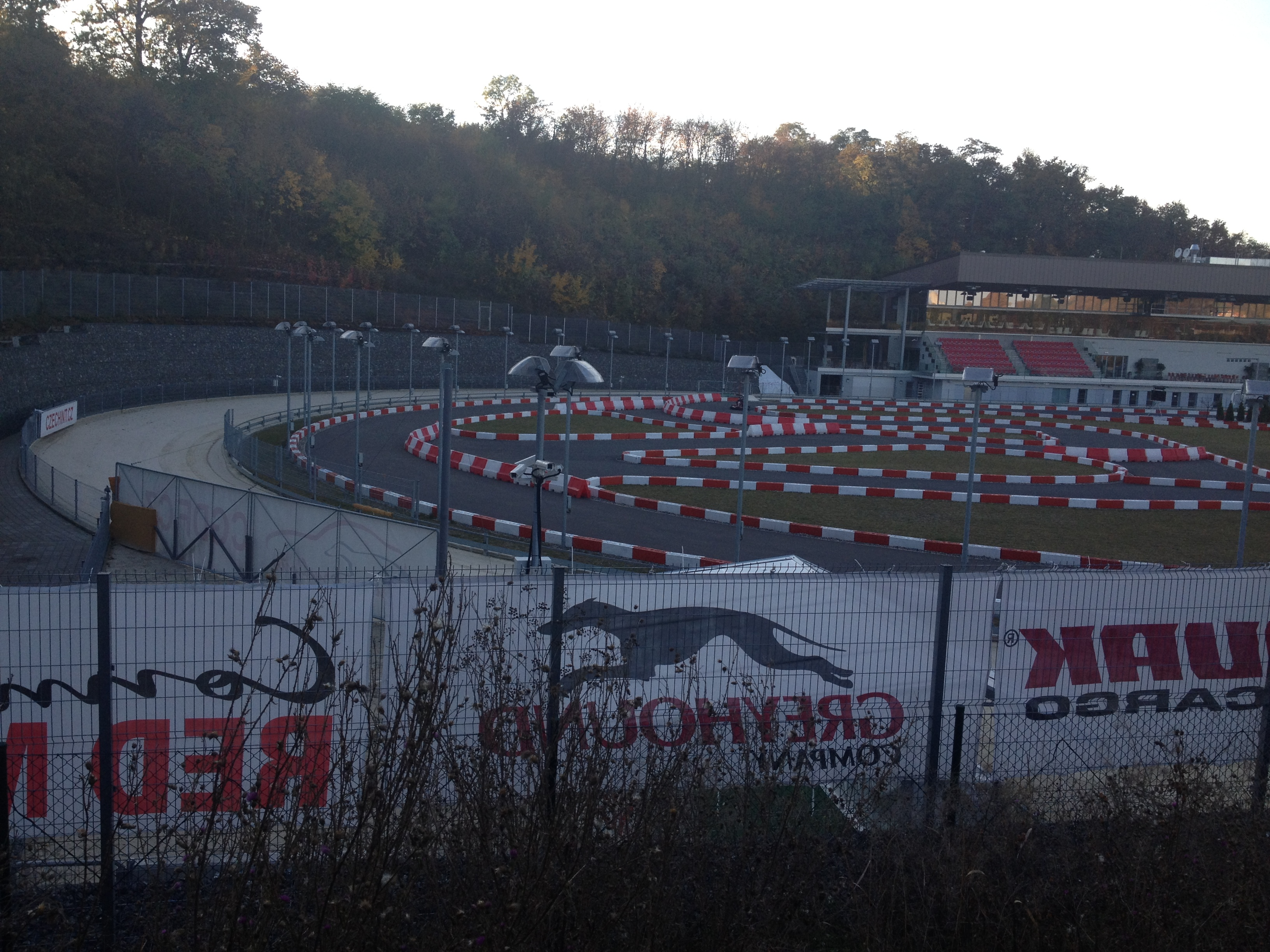
Dostihová dráha v přírodním parku Košíře Motol

- Kolín
- Lednice, okres Břeclav
- Mladá Boleslav
- Praskačka
- Praha

## Kritika
Opakovaně je poukazováno na týrání závodních chrtů, špatné životní podmínky zvířat, nedostatek veterinární péče a trýznivé způsoby usmrcování už nevýdělečných zvířat.
V České republice na chrtech nikdo nevydělává, naopak majitelé dostihových chrtů musí vynakládat nemalé finanční prostředky na to, aby si jejich chrti dobře a bezpečně zaběhali (tj. na dostihové dráze).